# أرشيبالد بلاك
أرشيبالد بلاك هو مجدف كندي، ولد في 17 مايو 1883 في وينيبيغ في كندا، وتوفي في 14 مايو 1956 في فانكوفر في كندا.

## وصلات خارجية
- أرشيبالد بلاك على موقع الاتحاد الدولي للتجديف (الإنجليزية)
- أرشيبالد بلاك على موقع أوليمبيديا (الإنجليزية)